# Karen Borrazzo
Karen Borrazzo (Avellaneda, Buenos Aires, 5 de diciembre de 1976) es una antropóloga argentina, especializada en arqueología; además, es profesora de enseñanza media y superior en Ciencias Antropológicas y Doctora en Arqueología. Su especialidad es la arqueología de cazadores-recolectores y su tema específico de investigación es la tafonomía lítica y tecnología en el estudio arqueológico de sociedades cazadoras-recolectoras del extremo austral de Sudamérica. Es investigadora del Instituto Multidisciplinario de Historia y Ciencias Humanas (IMHICIHU-CONICET), y también es docente de la materia Ergología y Tecnología en el Departamento de Ciencias Antropológicas, en la Facultad de Filosofía y Letras de la Universidad de Buenos Aires. Ha realizado numerosas publicaciones en revistas, libros, reseñas, notas, prólogos y otros. Además, participó de diversas actividades tanto de difusión en el ámbito público como de evaluación y supervisión de trabajos finales. Ha dictado cursos, conferencias, seminarios y clases especiales, e intervino en múltiples investigaciones.

## Trayectoria académica
Comenzó su carrera universitaria en la Facultad de Filosofía y Letras Universidad de Buenos Aires, realizó la Licenciatura en Ciencias Antropológicas, con orientación arqueológica. Se interesó mayoritariamente en la investigación de procesos de formación, tafonomía lítica y la tecnología, por esta razón desde el año 2002 su investigación se ha centrado en el estudio actualístico y arqueológico de conjuntos líticos de cazadores-recolectores recuperados de Fuego-Patagonia (sur de América del Sur). Finalizó sus estudios universitarios en el año 2004 con su Tesis de licenciatura: “Hacia una tafonomía lítica: el análisis tafonómico y tecnológico de los conjuntos artefactuales líticos de superficie provenientes de los loci San Genaro 3 y 4 (Bahía San Sebastián - Tierra del Fuego, Argentina)”.
Completó su doctorado en Arqueología (Facultad de Filosofía y Letras Universidad de Buenos Aires) en 2010. Su Tesis de doctorado se denominó “Arqueología de los esteparios fueguinos”.
Recientemente finalizó un Posdoctorado en Ciencias Sociales y Humanas en la misma universidad.
Desde 1999 participó de numerosos proyectos e investigaciones principalmente en Neuquén, Chubut, Santa Cruz y Tierra del Fuego, Argentina. También se desempeña como directora y codirectora de tesis (tanto de licenciatura como doctorales) como de becas. Desde 2010 a 2016 realizó diferentes pasantías y entrenamientos en estudios tecnológicos y tafonómicos de materiales líticos. Intervino en actividades de evaluación y supervisión de diversas instancias como artículos, tesis y proyectos.

## Linaje antropológico
En cuanto a su recorrido por la disciplina, Karen comenzó a despertar interés por los procesos de formación del registro arqueológico y la geoarqueología a partir de 1997, cuando en el marco de la materia Geología y Geomorfología de FFyL-UBA, con Cristian Favier Dubois como docente, comenzó a participar de reuniones y actividades extracurriculares. Estas eran organizadas por el mismo docente para aquellos estudiantes interesados en el tema, es a partir dichas actividades que nace su mirada "formacional" (que luego se transfomaría en tafonomía lítica). 
Su linaje se relaciona con Luis Alberto Borrero, con quien se formó, fue su director de tesis de licenciatura, de doctorado, de becas y carrera de investigador en CONICET. Fue quien le transmitió un sentimiento e interés por la tafonomía y desde el año 2002 trabaja con él en el Instituto Multidisciplinario de Historia y Ciencias Humanas [IMHICIHU-CONICET]. Además entre los años 2002 y 2003 fue Nora Franco quien la inició en el análisis lítico.

## Reuniones científicas
Participó de numerosos congresos, talleres y jornadas a nivel nacional e internacional, tales como el Congreso Nacional de Arqueología Argentina, Congreso de Arqueología de la Región Pampeana Argentina, Taller Binacional de Arqueología de la Costa Patagónica, Jornadas de Arqueología de la Patagonia, Jornadas de Jóvenes Investigadores en Cs. Antropológicas, Congress of the International Union for Prehistoric and Protohistoric Sciences (Lisboa – Portugal), Congreso Argentino de Arqueometría, Congreso Nacional de Arqueología Chilena, Simposio Internacional "El Hombre Temprano en América", Annual Meeting de la Society for American Archaeology (Sacramento- USA), Congreso Mundial de la UISPP (Florianópolis- Brasil), Annual Meeting de la Society for American Archaeology (Honolulú - Hawái), INQUA Congress (Nagoya - Japón), Southern Desert Conference (Karratha, Australia), Annual Meeting of the Society for American Archaeology (Vancouver - Canadá), entre otros.

## Actividades editoriales
En cuanto a sus actividades editoriales, a partir del año 2011 comenzó a formar parte integrante del consejo editorial de la Revista Magallania (Instituto de la Patagonia, Universidad de Magallanes, Punta Arenas, Chile) y desde el año 2013 es editora asociada en la revista Intersecciones en Antropología (Universidad Nacional del Centro de la Provincia de Buenos Aires, Argentina).
Entre el 2013 y 2019 realizó trabajos de edición de volúmenes como “Southern Desert…”, edición especial de Quaternary International, junto a Valeria Cortegoso, Kane Ditchfield y Alan Williams; “Taphonomic Approaches…" en Intersecciones en Antropología, junto a Celeste Weitzel y “Tracking Stone…”, edición especial del Journal of Archaeological Science: Reports, junto a Kane Ditchfield.

## Artículos y publicaciones
Si bien tiene un abundante número de trabajos publicados como libros y/o volúmenes; reseñas, notas, prólogos, etc. algunos de ellos que se pueden destacar son: 

### Libros y ediciones especiales
- Ditchfield, K. y K. Borrazzo. 2019. Tracking Stone: pReconstructing the Transport of Lithic Raw Materials and Artifacts. Prólogo. Tracking Stone: Recent Approaches to Reconstructing the Transport of Lithic Raw Materials and Artifacts, volumen especial de Journal of Archaeological Research: Reports 25: 621–623, ISSN 2352-409X[8]
- Borrazzo, K., V. Cortegoso, K. Ditchfield y A. William (eds.). 2016. Advances in Arid Zone Archaeology: The 4th Southern Deserts Conference. Quaternary International 422, 174 pag. ISSN 1040-6182
- Borrazzo, K. y C. Weitzel (eds.). 2014. Taphonomic Approaches to the Archaeological Record. Intersecciones en Antropología 15 (3), volumen especial 1.[9]
- Borrero, L.A. y K. Borrazzo (comps.). 2011. Bosques, montañas y cazadores: investigaciones arqueológicas en Patagonia Meridional. CONICET-IMHICIHU, Buenos Aires.[10]
- Barberena, R., K. Borrazzo y L.A. Borrero (eds.). 2009. Perspectivas Actuales en Arqueología Argentina, 326 pp. CONICET-IMHICIHU, Buenos Aires.[11]

### Revistas y partes de libros con referato
- Borrazzo, K. 2013. Tecnología lítica y disponibilidad de materias primas en el norte de Tierra del Fuego (Argentina). En: A. F. Zangrando, R. Barberena, A. Gil, G. Neme, M. Giardina, L. Luna, C. Otaola, S. Paulides, L. Salgán y A. Tivoli (eds.), Tendencias teórico-metodológicas y casos de estudio en la arqueología de Patagonia, pp. 569-576. Museo de Historia Natural de San Rafael y Sociedad Argentina de Antropología, San Rafael.[12]
- Borrazzo, K. 2019. Expanding the scope of Actualistic Taphonomy in Archaeological Research. En S. Martínez, A. Rojas, y F. Cabrera (eds.) Actualistic Taphonomy in South America, 221-242. Nueva York Topics in Geobiology 48, Springer, Cham. ISBN (version en línea): 978-3-030-20625-3. ISBN (version impresa): 978-3-030-20624-6.
- Borrazzo, K., L.A. Borrero y M.C. Pallo. 2019. Exploring lithic transport in Tierra del Fuego (southern South America). Journal of Archaeological Science: Reports 24: 220-230. ISSN 2352-409X.[13]
- Borrazzo, K. 2018. Taphonomy. En: S. López Varela (Ed.), SAS Encyclopedia of Archaeological Sciences, Nueva Jersey, John Wiley & Sons. ISBN (versión impresa): 9780470674611. ISBN (versión en línea): 9781119188230.[14]
- Borrazzo, K. 2016. Lithic Taphonomy in desert environments: contributions from Fuego-Patagonia (Argentina). Quaternary International 422: 18-29.[15]
- Pallo, M.C. y K. Borrazzo. 2016. Miraflores rocks in Tierra del Fuego (southernmost South America): hunter-gatherer procurement, optimal pathway analysis and social interaction. Journal of Archaeological Science. Report 7:420-431. ISSN 2352-409X.[16]
- Borrazzo, K. y L.A. Borrero. 2015. Taphonomic and archaeological perspectives from northern Tierra del Fuego, Argentina. Quaternary International 373:96-103.[17]
- Borrazzo, K., F. Morello, L.A. Borrero, M. D’Orazio, M.C. Etchichury, M. Massone y H. De Ángelis. 2015. Caracterización y uso de las materias primas líticas de Chorrillo Miraflores en el extremo meridional de Fuego-Patagonia. En: J. Alberti y M.V. Fernandez (eds.), Fuentes de materias primas de Patagonia, Intersecciones en Antropología 16(3):155-167.[18]
- Borrero, L.A. y K. Borrazzo. 2013. Exaptaciones, Cambio y Oportunismo en Arqueología. Revista Cazadores-Recolectores del Cono Sur 7: 9-29.[19]
- Weitzel, C., K. Borrazzo, A. Ceraso y C. Balirán. 2014.  Trampling fragmentation potential of lithic artifacts: an experimental approach. En: C. Weitzel y K. Borrazzo (eds.), Taphonomic Approaches to the Archaeological Record, InterSecciones en Antropología 15(3): 97-110.[20]
- Borrazzo, K. 2013. Tecnología lítica y disponibilidad de materias primas en el norte de Tierra del Fuego (Argentina). En: A. F. Zangrando, R. Barberena, A. Gil, G. Neme, M. Giardina, L. Luna, C. Otaola, S. Paulides, L. Salgán y A. Tivoli (eds.), Tendencias teórico-metodológicas y casos de estudio en la arqueología de Patagonia, pp. 569-576. Museo de Historia Natural de San Rafael y Sociedad Argentina de Antropología, San Rafael.[21]
- Borrazzo, K. 2012. Raw material availability, flaking quality and hunter-gatherer decision making in Northern Tierra del Fuego Island (Argentina). Journal of Archaeological Science 39: 2643-2654.[22]